# Linea Keisei principale
La  Linea Keisei principale (京成本線?, Keisei-honsen) gestita dalle Ferrovie Keisei è una ferrovia a scartamento normale che collega le stazioni di Keisei Ueno a Tokyo con quella dell'Aeroporto Narita, il principale scalo internazionale di Tokyo dal 1978, e in origine con la città di Narita, da cui deriva il nome della compagnia ferroviaria (Tokyo, 東京 e Narita, 成田). La linea serve anche alcune città situate fra i due capolinea, come Funabashi, Narashino e Sakura.
Nell'anno 2010 è stata aperta la Narita Sky Access, prendendo il principale ruolo di collegamento con l'aeroporto, e riducendo quindi il traffico sulla linea principale.

## Servizi e stazioni

### Tipologie di servizi
Skyliner
Si tratta del più veloce treno per il collegamento fra Tokyo e il suo aeroporto internazionale. I treni, in grado di correre ai 160 km/h (i più veloci del Giappone se si escludono gli Shinkansen) su un tratto della linea, percorrono la linea principale fra Keisei Ueno e Keisei Takasago, mentre fra questa e l'aeroporto utilizzano i nuovi binari, inaugurati nel 2010, della linea Narita Sky Access. La tariffa è di 2400 yen e dalla stazione di Nippori all'aeroporto sono necessari 36 minuti.
City Liner
Treno espresso che collega Keisei Ueno a Keisei Narita. I treni fermano a Nippori, Aoto, Keisei Funabashi e Keisei Narita.
Access Express (アクセス特急?, Akusesu Tokkyū)
Servizio senza sovrapprezzo, da Keisei Ueno o Oshiage per l'Aeroporto di Narita via Narita Sky Access tra Keisei Takasago e l'aeroporto.
Espresso limitato (verde) (快速特急?, Kaisoku Tokkyū)
Servizio senza sovrapprezzo, da Keisei Ueno o Oshiage verso l'Aeroporto di Narita. Disponibile solo la mattina e la sera.
Da Keisei Ueno o Oshiage a Hokusō, Aeroporto Narita o Shibayama Chiyoda. I treni fermano a Keisei Ueno, Nippori, Aoto, Keisei Takasago, Keisei Yawata, Keisei Funabashi, Keisei Tsudanuma, Yachiyodai, Katsutadai e Keisei Sakura, Narita, e Aeroporto di Narita (terminal 1 e 2). Il servizio è identico all'Espresso Limitato ad eccezione del fatto che non ferma a Osakura, Shisui, Sogosando e Kozunomori.
Espresso limitato (rosso) (特急?, Tokkyū)
Servizio senza sovrappresso, disponibile solamente in tarda mattinata e la notte. Parte da Keisei Ueno o da Oshiage per Hokusō l'Aeroporto di Narita o Shibayama Chiyoda. Ferma a Keisei Ueno, Nippori, Aoto, Keisei Takasago, Keisei Yawata, Keisei Funabashi, Keisei Tsudanuma, Yachiyodai, Katsutadai e Keisei Sakura, quindi a tutte le stazioni a Osakura, Shisui, Sogosando, Kozunomori, Narita, e poi verso l'Aeroporto di Narita (terminal 1 e 2) o per Higashi-Narita e Shibayama-Chiyoda.
Espresso pendolari (通勤特急?, Tsūkin Tokkyū)
Da Keisei Ueno o da Oshiage per l'Aeroporto di Narita o Shibayama Chiyoda. Il treno è attivo la mattina e la sera, fermado alle stesse stazioni dell'Espresso Limitato a ovest di Katsutadai e a tutte le stazioni a est.
Rapido (快速?, Kaisoku)
Da Keisei Ueno o Oshiage per l'Aeroporto di Narita o Shibayama Chiyoda. Ferma a Keisei Ueno, Nippori, Aoto, Keisei Takasago, Keisei Koiwa, Keisei Yawata, Higashi Nakayama, Keisei Funabashi, Funabashi Keibajō e Keisei Tsudanuma, quindi in tutte le stazioni rimanenti.
Locale (普通?, Futsū)
A volte chiamato anche  (各駅停車?, Kakueki-Teisha).

### Stazioni
Legend
- ● : Tutti i treni fermano
- │ : Tutti i treni passano
- ◇ : Fermano alcuni treni nel periodo delle gare all'ippodromo di Nakayama.

Note
- I treni Skyliner e Access Express non sono mostrati nella tabella.
- I treni locali fermano a tutte le stazioni.

| Num. | Nome                 | Giapponese   | Distanza | Rapido | Esp. Pend. | Esp. Lim. (Rosso) | Esp. Lim. (Verde) | Collegamenti | Posizione  | Posizione           |
| ---- | -------------------- | ------------ | -------- | ------ | ---------- | ----------------- | ----------------- | --- | ---------- | ------------------- |
| KS01 | Keisei Ueno          | 京成上野     | 0.0      | ●      | ●          | ●                 | ●                 | ■ Linea Jōban ■ Linea Keihin-Tōhoku ■ Linea Takasaki ■ Linea principale Tōhoku ■ Linea Yamanote ■ Tōhoku Shinkansen ■ Jōetsu Shinkansen ■ Hokuriku Shinkansen ■ Yamagata Shinkansen ■ Akita Shinkansen Linea Ginza(G-16) Linea Hibiya (H-07) | Taitō      | Tokyo               |
| KS02 | Nippori              | 日暮里       | 2.1      | ●      | ●          | ●                 | ●                 | ■ Linea Jōban ■ Linea Keihin-Tōhoku ■ Linea Yamanote Nippori-Toneri Liner | Arakawa    | Tokyo               |
| KS03 | Shin-Mikawashima     | 新三河島     | 3.4      | │      | │          | │                 | │                 | | Arakawa    | Tokyo               |
| KS04 | Machiya              | 町屋         | 4.3      | │      | │          | │                 | │                 | Linea Chiyoda Linea Toden Arakawa | Arakawa    | Tokyo               |
| KS05 | Senju-Ōhashi         | 千住大橋     | 5.9      | ●      | │          | │                 | │                 | | Adachi     | Tokyo               |
| KS06 | Keisei Sekiya        | 京成関屋     | 7.3      | │      | │          | │                 | │                 | Linea Tōbu Isesaki (Ushida Station) | Adachi     | Tokyo               |
| KS07 | Horikiri-Shōbuen     | 堀切菖蒲園   | 8.8      | │      | │          | │                 | │                 | | Katsushika | Tokyo               |
| KS08 | Ohanajaya            | お花茶屋     | 9.9      | │      | │          | │                 | │                 | | Katsushika | Tokyo               |
| KS09 | Aoto                 | 青砥         | 11.5     | ●      | ●          | ●                 | ●                 | Linea Keisei Oshiage | Katsushika | Tokyo               |
| KS10 | Keisei Takasago      | 京成高砂     | 12.7     | ●      | ●          | ●                 | ●                 | Linea Narita Sky Access Linea Keisei Kanamachi Linea Hokusō | Katsushika | Tokyo               |
| KS11 | Keisei Koiwa         | 京成小岩     | 14.5     | ●      | │          | │                 | │                 | | Edogawa    | Tokyo               |
| KS12 | Edogawa              | 江戸川       | 15.7     | │      | │          | │                 | │                 | | Edogawa    | Tokyo               |
| KS13 | Kōnodai              | 国府台       | 16.4     | │      | │          | │                 | │                 | | Ichikawa   | Prefettura di Chiba |
| KS14 | Ichikawa-Mama        | 市川真間     | 17.3     | │      | │          | │                 | │                 | | Ichikawa   | Prefettura di Chiba |
| KS15 | Sugano               | 菅野         | 18.2     | │      | │          | │                 | │                 | | Ichikawa   | Prefettura di Chiba |
| KS16 | Keisei Yawata        | 京成八幡     | 19.1     | ●      | ●          | ●                 | ●                 | Linea Chūō-Sōbu (Stazione di Motoyawata) Linea Shinjuku (Motoyawata) | Ichikawa   | Prefettura di Chiba |
| KS17 | Onigoe               | 鬼越         | 20.1     | │      | │          | │                 | │                 | | Ichikawa   | Prefettura di Chiba |
| KS18 | Keisei Nakayama      | 京成中山     | 20.8     | │      | │          | │                 | │                 | | Funabashi  | Prefettura di Chiba |
| KS19 | Higashi-Nakayama     | 東中山       | 21.6     | ●      | │          | ◇                 | │                 | | Funabashi  | Prefettura di Chiba |
| KS20 | Keisei Nishifuna     | 京成西船     | 22.2     | │      | │          | │                 | │                 | | Funabashi  | Prefettura di Chiba |
| KS21 | Kaijin               | 海神         | 23.6     | │      | │          | │                 | │                 | | Funabashi  | Prefettura di Chiba |
| KS22 | Keisei Funabashi     | 京成船橋     | 25.1     | ●      | ●          | ●                 | ●                 | Linea Sōbu Rapida, Linea Chūō-Sōbu Line (Funabashi) Linea Tōbu Noda (Funabashi) | Funabashi  | Prefettura di Chiba |
| KS23 | Daijingū-Shita       | 大神宮下     | 26.4     | │      | │          | │                 | │                 | | Funabashi  | Prefettura di Chiba |
| KS24 | Funabashi-Keibajō    | 船橋競馬場   | 27.2     | ●      | │          | │                 | │                 | | Funabashi  | Prefettura di Chiba |
| KS25 | Yatsu                | 谷津         | 28.2     | │      | │          | │                 | │                 | | Narashino  | Prefettura di Chiba |
| KS26 | Keisei Tsudanuma     | 京成津田沼   | 32.1     | ●      | ●          | ●                 | ●                 | Linea Keisei Chiba Linea Shin-Keisei | Narashino  | Prefettura di Chiba |
| KS27 | Keisei Ōkubo         | 京成大久保   | 32.1     | ●      | │          | │                 | │                 | | Narashino  | Prefettura di Chiba |
| KS28 | Mimomi               | 実籾         | 34.0     | ●      | │          | │                 | │                 | | Narashino  | Prefettura di Chiba |
| KS29 | Yachiyodai           | 八千代台     | 36.6     | ●      | ●          | ●                 | ●                 | | Yachiyo    | Prefettura di Chiba |
| KS30 | Keisei Ōwada         | 京成大和田   | 38.7     | ●      | │          | │                 | │                 | | Yachiyo    | Prefettura di Chiba |
| KS31 | Katsutadai           | 勝田台       | 40.3     | ●      | ●          | ●                 | ●                 | Ferrovia Rapida Tōyō | Yachiyo    | Prefettura di Chiba |
| KS32 | Shizu                | 志津         | 42.1     | ●      | ●          | │                 | │                 | | Sakura     | Prefettura di Chiba |
| KS33 | Yūkarigaoka          | ユーカリが丘 | 43.2     | ●      | ●          | │                 | │                 | Linea Yamaman Yūkarigaoka | Sakura     | Prefettura di Chiba |
| KS34 | Keisei Usui          | 京成臼井     | 45.7     | ●      | ●          | │                 | │                 | | Sakura     | Prefettura di Chiba |
| KS35 | Keisei Sakura        | 京成佐倉     | 51.0     | ●      | ●          | ●                 | ●                 | | Sakura     | Prefettura di Chiba |
| KS36 | Ōsakura              | 大佐倉       | 53.0     | ●      | ●          | ●                 | │                 | | Sakura     | Prefettura di Chiba |
| KS37 | Keisei Shisui        | 京成酒々井   | 55.0     | ●      | ●          | ●                 | │                 | | Shisui     | Prefettura di Chiba |
| KS38 | Sōgosandō            | 宗吾参道     | 57.0     | ●      | ●          | ●                 | │                 | | Shisui     | Prefettura di Chiba |
| KS39 | Kōzunomori           | 公津の杜     | 58.6     | ●      | ●          | ●                 | │                 | | Narita     | Prefettura di Chiba |
| KS40 | Keisei Narita        | 京成成田     | 61.2     | ●      | ●          | ●                 | ●                 | Linea Keisei Higashi-Narita | Narita     | Prefettura di Chiba |
| KS41 | Aeroporto Terminal 2 | 空港第2ビル  | 68.3     | ●      | ●          | ●                 | ●                 | Linea Narita | Narita     | Prefettura di Chiba |
| KS42 | Aeroporto Narita     | 成田空港     | 69.3     | ●      | ●          | ●                 | ●                 | Linea Narita | Narita     | Prefettura di Chiba |